# Иргиз-Тургайский резерват
Иргиз-Тургайский государственный природный резерват (каз. Ырғыз-Торғай мемлекеттік табиғи резерваты) расположен в Иргизском районе Актюбинской области, в зоне северных пустынь. Охраняемые ландшафты — долина р. Тургай с болотистыми лугами и ивняками, водно-болотные угодья и обширные равнины со злаково-полынной и многолетнесолянковой растительностью.
Создан постановлением Правительства Республики Казахстан № 109 «О создании государственного учреждения „Иргиз-Тургайский государственный природный резерват“ Комитета лесного и охотничьего хозяйства Министерства сельского хозяйства Республики Казахстан» от 14 февраля 2007 года в целях охраны и восстановления бетпакдалинской популяции сайгака, а также водно-болотных угодий, степных и пустынных ландшафтов.
Из общей площади 52 000 гектаров — земельный участок, находившийся на территории Тургайского государственного природного заказника, а также земли запаса на территории Иргизского района общей площадью 711 549 гектаров.
Иргиз-Тургайский резерват является крупнейшей особо охраняемой природной территорией Казахстана из являющихся юридическими лицами.